# 平池芳正
平池芳正（11月16日—），日本動畫導演、演出家。

## 概要
Studio Junio出身。於《星夢美少女 嶄新之翼》首次升任為監督。跟佐藤順一的關係良好，因此參加了不少高水準作品去汲取經驗。動畫雜誌經常把他們描述得像一隊師徒，現在他向音樂方面發展亦是跟隨佐藤順一的步伐。
於《ARIA The NATURAL》染指劇本後，經常參與監督作品的系列構成或分話劇本。該次擔當劇本的契機是在第22話的製作會議上他正好在場，被佐藤順一強迫去兼任。
本為《ALIVE 最終進化少年》的監督人選，但因製作公司GONZO退市而未有啟動製作。

## 作品列表

### 電視動畫
- 機械女神J（セイバーマリオネットJ，1996年）製作進行
- （1997－1998年）演出
- （1999年）分鏡、演出
- 迷糊女戰士（へっぽこ実験アニメーション エクセル・サーガ，1999年－2000年）演出
- 白雪戰士（新白雪姫伝説プリーティア，2001年）演出
- 銀河冒險戰記 the second stage（ヴァンドレッド the second stage，2001年－2002年）助監督
- 小小雪精靈（ちっちゃな雪使いシュガー，2001年－2002年）演出
- 太空戰士：疾風境界（FF：U 〜ファイナルファンタジー:アンリミテッド〜，2002年）演出
- 炎之蜃氣樓（炎の蜃気楼，2002年）演出
- 最終兵器少女（最終兵器彼女，2002年）分鏡、演出
- 萊姆色戰奇譚（らいむいろ戦奇譚，2003年）分鏡、演出
- 星夢美少女（カレイドスター，2003年）助監督
- 星夢美少女 嶄新之翼（カレイドスター 新たなる翼，2003年－2004年）監督 （與佐藤順一共同擔當）
- Keroro軍曹（ケロロ軍曹，2004年－2011年）分鏡、演出
- 巖窟王（巌窟王，2004－2005年）演出
- 曙光少女（SoltyRei，2005年－2006年）監督、分鏡
- ARIA The NATURAL（2006年）劇本、分鏡、演出
- Sketch book ～full color's～（スケッチブック 〜full color's〜，2007年）監督、分鏡、演出
- 神薙（2008年）分鏡
- 魔力充電娘（ファイト一発! 充電ちゃん!!，2009年）分鏡、演出
- WORKING!!（WORKING!!，2010年）監督、系列構成、劇本、分鏡
- 嬌蠻貓娘大橫行（迷い猫オーバーラン!，2010年）第3話監督、劇本、分鏡
- 聖誕之吻SS（アマガミSS，2010年）監督、系列構成、劇本、分鏡、選曲
- AKB0048（2012年）監督、分鏡
- 東京闇鴉（2013年）分鏡
- 電波少女與錢仙大人 (2014年) 分鏡、腳本
- 喵咪days (2017年) 監督
- 超異域公主連結☆Re:Dive（2020年）分鏡
- 魔女之旅（2020年）分鏡
- 黑之召喚士（2022年）監督、系列構成

### OVA
- 星夢美少女 嶄新之翼 -EXTRA STAGE-（カレイドスター 新たなる翼 -EXTRA STAGE-，2004年）監督（與佐藤順一共同擔當）
- 星夢美少女 鳳凰傳說（カレイドスター Legend of phoenix 〜レイラ・ハミルトン物語〜，2005年）演出協力
- 櫻花大戰 紐約（サクラ大戦 ニューヨーク・紐育，2007年）分鏡、演出
- 異世界聖機師物語（異世界の聖機師物語，2009年）演出